# Norwegian Challenge 2011
De Norwegian Challenge is vanaf 2011 een golftoernooi van de Europese Challenge Tour.
De editie van 2011 werd van 11-14 augustus gespeeld op de Hauger Golfklubb, die in 1996 geopend werd. Vooral de eerste negen holes zijn heuvelachtige, nogal aan de wind blootgesteld, en daar zijn vier waterpartijen. De tweede negen holes zijn minder vermoeiend en minder moeilijk. Architect was Jeremy Turner, die meer mooie banen in de Skandinavische landen heeft aangelegd. 
Sinds 1994 is dit de 13de keer dat er een Noorse Challenge wordt gespeeld. Het prijzengeld is € 175.000. Jeppe Huldahl was in 2008 de laatste winnaar, hij speelt nu op de Europese PGA Tour en komt zijn titel niet verdedigen.
De Noorse spelers worden bijgestaan door Henrik Bjørnstad, die vijf jaren op de Europese Tour speelde en die de eerste Noor was die zich kwalificeerde voor de Amerikaanse PGA Tour. Hij is sinds 2010 bondscoach en begeleidt de spelers zoals Espen Kofstad, die namens Noorwegen naar de Olympische Zomerspelen 2012 zullen gaan.

## Verslag
De baan van Hauger heeft de laatste weken voor dit toernooi heel veel regen te verwerken gehad. Woensdag kon de Pro-Am niet doorgaan omdat het nog steeds hard regende.  
Ronde 1
De par van Hauger is 72. De drie Belgen spelen in de ochtendronde, de drie Nederlanders in de middagronde. Sam Hutsby en James Robinson speelden samen in de 2de partij en kwamen ieder met een score van 69 (-3) binnen, enkele minuten waren zij clubhouse leader totdat Fredrik Henge met -4 binnenkwam, Sam Little met -5 en Craig Lee met -6. Oostenrijker Roland Steiner, die zich vorige zondag met Florian Praegant voor de World Cup op Mission Hills kwalificeerde, maakte op Hauger een ronde van -8, gelijk aan het baanrecord, en nam de leiding daarmee over. De spelers van de middagronde konden daar niet aan tippen. Eirik Tage Johansen is met -5 de beste Noor.
Ronde 2
Pelle Edberg werd clubhouse leader met -9 voordat Steiner vanmiddag afsloeg. Hij werd niet ingehaald. De beste amateur is nu Kristoffer Ventura, die in 2010 de Junior Ryder Cup speelde. Van de 21 Noorse spelers hebben negen zich voor het weekend gekwalificeerd, een mooi resultaat.
Ronde 3
Edberg begon met par, bogey, triple-bogey, bogey en stond dus na vier holes al vijf slagen boven par. Nieuwe leider werd James Hepworth, die na drie holes op -9 stond. Hij moest die plaats na een kwartier al delen met Craig Lee, die op hole 9 zijn derde birdie maakte. Vervolgens ging Hepworth naar -10 en Lee terug naar -8. Beste dagronde was 66 van Brendan Grace, hij kwam op -8 en was 42 plaatsen gestegen. Die 2de plaats deelt hij nu met James Heath, Andrew McArthur, Sandro Piaget en Francis Valera. 
Ronde 4

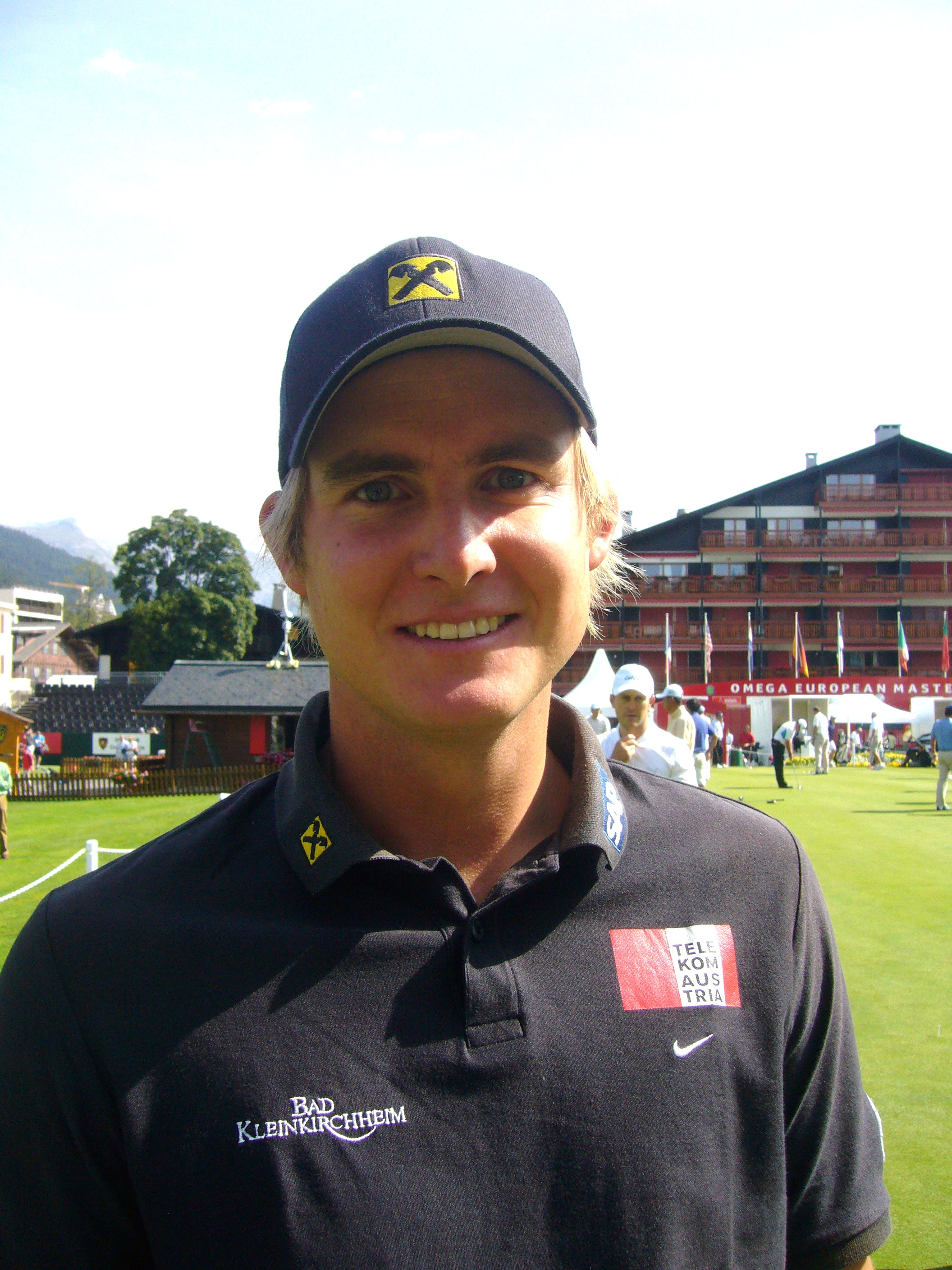
Florian Praegant

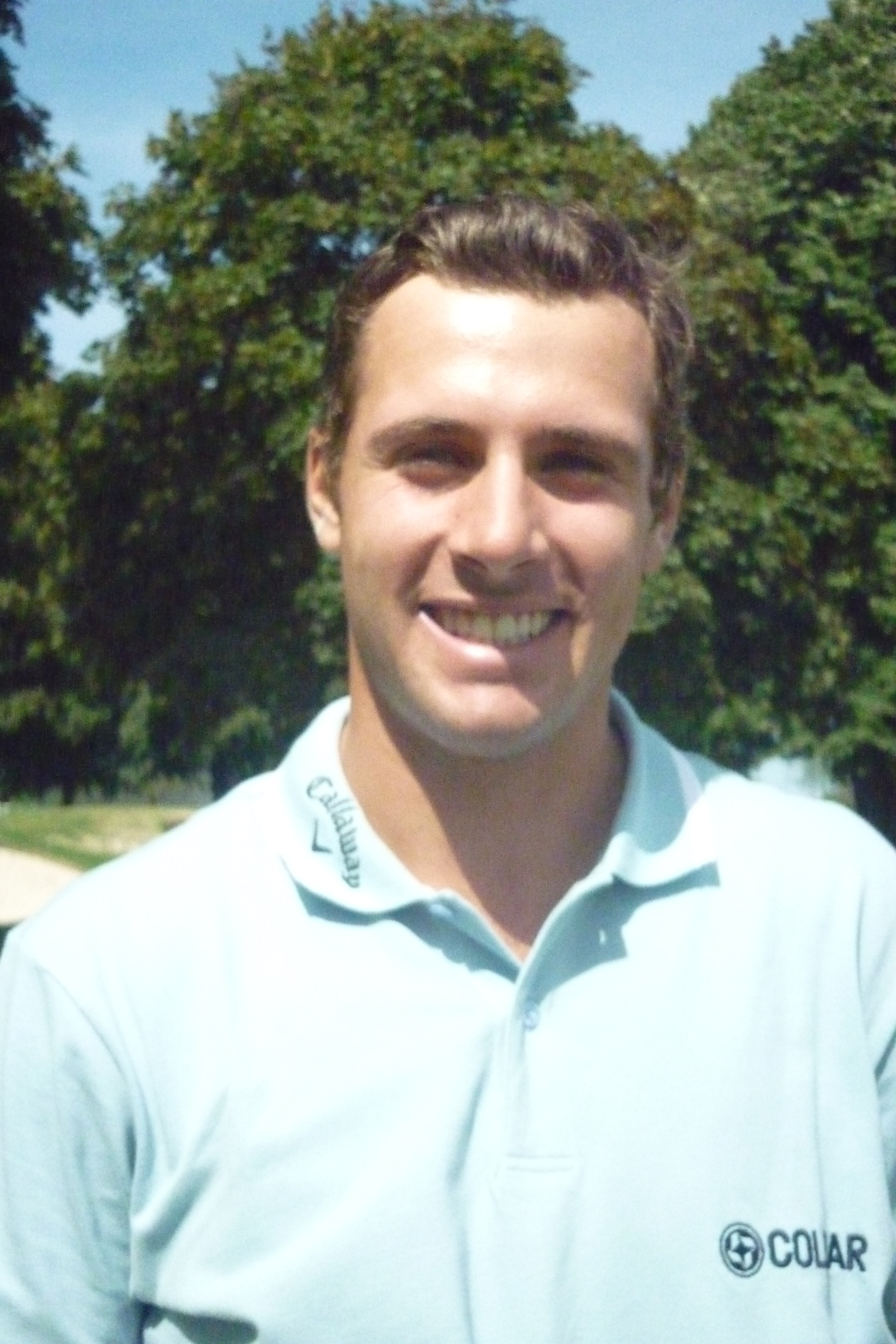
Andrea Pavan

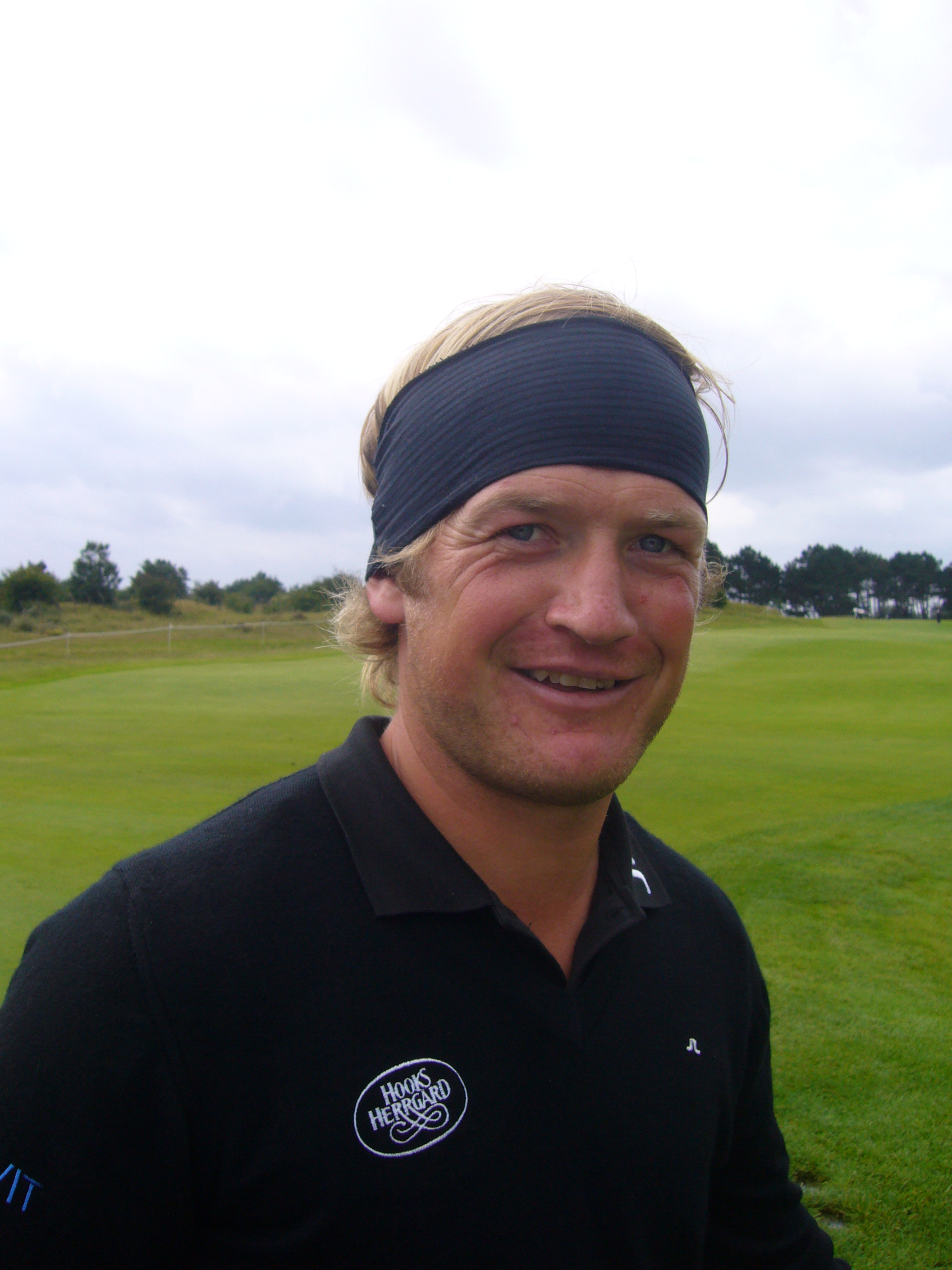
Pelle Edberg, leider R2

Om half tien sloeg de laatste partij al af met Branden Grace, James Hepworth  en Simon Thornton. Geen van hen kon de overwinning naar zich toe trekken. Er was een moment dat James Hepworth met Craig Lee en Andrew McArthur op -10 stond, maar daarna ging er van alles mis. Hepworth maakte een birdie op hole 3 maar daarna vielen er vijf bogeys. Grace had ook nog twee dubbel-bogeys op zijn kaart staan. Nadat Thornton voor de vierde keer een bogey op hole 15 maakte, stond ook hij boven par. 
Alle gelegenheid voor andere spelers om het beter te doen. Florian Praegant en Andrea Pavan kwamen beiden op -9 en deelden de eerste plaats. Voor beide spelers zou het de eerste overwinning op de Challenge Tour kunnen betekenen. Toen alle spelers binnen waren stonden zij nog steeds aan de leiding. Er volgde een play-off die op de derde hole gewonnen werd door Pavan.
Chris Doak en Andrew McArthur eindigden op -8 en deelden de derde plaats.
| Naam                  | Score R1 | Score R1 | Nr   | Score R2 | Score R2 | Totaal | Nr  | Score R3 | Score R3 | Totaal | Nr  | Score R4 | Score R4 | Totaal | Nr  |
| --------------------- | -------- | -------- | ---- | -------- | -------- | ------ | --- | -------- | -------- | ------ | --- | -------- | -------- | ------ | --- |
| Andrea Pavan          | 70       | -2       | T34  | 71       | -1       | -3     | T30 | 68       | -4       | -7     | T5  | 70       | -2       | -9     | 1   |
| Florian Praegant      | 70       | -2       | T34  | 71       | -1       | -3     | T30 | 69       | -3       | -6     | T10 | 69       | -3       | -9     | 2   |
| Simon Thornton        | 71       | -1       | T51  | 69       | -3       | -4     | T   | 68       | -4       | -8     | T2  | 73       | +1       | -7     | 5   |
| James Hepworth        | 69       | -3       | T16  | 69       | -3       | -6     | T4  | 68       | -4       | -10    | 1   | 76       | +4       | -6     | T6  |
| Craig Lee             | 66       | -6       | T2   | 72       | par      | -6     | T4  | 70       | -2       | -8     | T2  | 75       | +3       | -5     | T9  |
| Victor Almström       | 67       | -5       | T4   | 70       | -2       | -7     | T2  | 73       | +1       | -6     | T10 | 73       | +1       | -5     | T9  |
| Roland Steiner        | 64       | -8       | 1    | 74       | +2       | -6     | T4  | 73       | +1       | -5     | T14 | 72       | par      | -5     | T9  |
| Pelle Edberg          | 66       | -6       | T2   | 69       | -3       | -9     | 1   | 78       | +6       | -3     | T34 | 70       | -2       | -5     | T9  |
| Kris Ventura (AM)     | 70       | -2       | T34  | 70       | -2       | -4     | T22 | 71       | -1       | -5     | T14 | 73       | +1       | -4     | T16 |
| Branden Grace         | 71       | -1       | T51  | 71       | -1       | -2     | T45 | 66       | -6       | -8     | T2  | 78       | +6       | -2     | T32 |
| Pierre Relecom        | 75       | +3       | T129 | 67       | -5       | -2     | T45 | 74       | +2       | par    | T58 | 72       | par      | par    | T45 |
| Hugues Joannes        | 70       | -2       | T34  | 71       | -1       | -3     | T30 | 72       | par      | -3     | T34 | 78       | +6       | +3     | T63 |
| Espen Kofstad         | 66       | -4       | T9   | 75       | +3       | -1     | T59 | 80       | +8       | +7     | 71  | 70       | -2       | +6     | T66 |
| Wil Besseling         | 72       | par      | T76  | 76       | +4       | +4     | MC  |          |          |        |     |          |          |        |     |
| Richard Kind          | 76       | +4       | T141 | 74       | +2       | +6     | MC  |          |          |        |     |          |          |        |     |
| Jean Relecom          | 71       | -1       | T51  | 79       | +7       | +6     | MC  |          |          |        |     |          |          |        |     |
| Jurrian van der Vaart | 70       | -2       | T34  | 82       | +10      | +8     | MC  |          |          |        |     |          |          |        |     |

| Leider |  | Toernooirecord |  | MC = Missed cut = niet gekwalificeerd voor het weekend |

Er doen 21 Noren mee waaronder zes Noorse amateurs, de laatste vier studeren in de Verenigde Staten en spelen college golf.  
- Vetle Maroy, WAGR 1229 [dode link]
- Erlend Kristoffersen (1988)
- Joakim Mikkelsen (1989)
- Anders Engell (1989, ,
- Kristoffer Ventura, WAGR 437 , , hij won in 2011 de Trophee Carlhian in Frankrijk
- Ole Berge Ramsnes.